# Palabras para un fin del mundo
Palabras para un fin del mundo és un documental espanyol presentat inicialment dins de la programació de la 65ª edició de la SEMINCI (Setmana Internacional de Cinema de Valladolid) el 25 d'octubre de 2020, dirigit per Manuel Menchón, al que basant-se «en dades i declaracions contrastades i en documents oficials» es desvetllen una sèrie de suposades irregularitats comeses arran de la mort de l'escriptor i filòsof Miguel de Unamuno la tarda del 31 de desembre de 1936 que qüestionen la versió oficial de la seva mort comunament admesa fins ara.
Compta amb les veus entre d'altres de José Sacristán (Miguel de Unamuno), Marián Álvarez (narradora), Antonio de la Torre (Emilio Mola), Víctor Clavijo (José Millán-Astray) o Andrés Gertrúdix (Bartolomé Aragón), així com amb les col·laboracions documentals de l'Ajuntament i la Universitat de Salamanca, la Casa-Museu d'Unamuno, etc.

## Sinopsi
El documental recrea els esdeveniments succeïts des de les hores prèvies a la visita d'Aragón (tingut fins a la data per «alumne i amic» [per als hispanistes Colette i Jean-Claude Rabaté es tractaria d'«un sanguinari que va participar en la repressió de Riu Negre i un adepte de Goebbels, el que el va portar a organitzar cremes esgarrifoses de llibres»] i únic testimoni de la mort d'Unamuno) fins al «precipitat» enterrament de l'autor del matí de l'1 de gener de 1937 sense esperar les vint hores que havien de transcórrer com a mínim, segons la legislació vigent, ni practicar-li l'autòpsia quan ja en aquells llavors les morts produïdes a conseqüència d'una hemorràgia bulbar (un tipus d'hemorràgia intracranial) es consideraven «sospitoses de criminalitat», ja que aquelles podien provocar «amb escassa o cap senyal extern».